# Zwickelbier
Zwickelbier (ook Zwickl of Kellerbier) is een biersoort uit Duitsland. Het is een ongefilterd troebel bier (Duits: Naturtrüb) dat zowel van hoge gisting als van lage gisting kan zijn.
Het bier wordt meestal kort na het gistingsproces aangeboden zonder lagering zodat het weinig koolzuurgas bevat. Het bier is beperkt houdbaar en wordt best vers gedronken, in zeldzame gevallen wordt het ook op flessen getrokken. Meestal is het een blond bier van lage gisting maar het kan ook een bier van hoge gisting zijn, bijvoorbeeld een Kellerweizen.

## Oorsprong
De naam Zwickel komt van het bemonsteringskraantje (Duits: Zwickelhahn) op het vat of de tank, waarmee de brouwer een proefstaal kon nemen van het rijpende bier voordat het gepasteuriseerd en afgevuld werd.